# رودخانه مانامباهو
رودخانه مانامباهو (به لاتین: Manambaho River) یک رود در ماداگاسکار است که در ماداگاسکار واقع شده‌است.